# Equipe portuguesa na Copa Davis
A equipe portuguesa na Copa Davis representa Portugal na Copa Davis, principal competição de tênis masculina por equipes do mundo. É administrada pela Federação Portuguesa de Ténis.

## Última convocação
Pelo Grupo Mundial I, contra a Áustria, em setembro de 2023.
- Nuno Borges
- Francisco Cabral
- Frederico Ferreira Silva
- Gastão Elias
- João Sousa